# Carlo Odescalchi
Carlo Odescalchi, né le 5 mars 1785 à Rome (États pontificaux) et décédé le 17 août 1841 à Modène (Italie), est un prince et prêtre italien qui est cardinal-archevêque de Ferrare en 1823 puis cardinal-vicaire de Rome. Renonçant à tous ses titres et honneurs il devient jésuite en 1838.

## Biographie

### Famille et début de carrière
Né au palais Odescalchi de Rome le 5 mars 1785, Carlo Odescalchi appartient à une des grandes familles nobiliaires de l’époque: son père, Baldassare, est le duc de Sirmien (ou Sirmium?) (en Hongrie) et prince du Saint-Empire.
Carlo Odescalchi étudie en Hongrie de 1798 à 1800. Il obtient le double doctorat en droit civil et droit canon en 1809 et est ordonné prêtre le 31 décembre 1808. Peu après, il fait la rencontre  du RP Pignatelli, supérieur des jésuites de Naples, exilés à Rome après leur expulsion de cette ville par Joseph Bonaparte (1806).
Dès que la Compagnie de Jésus est universellement restaurée (1814), il y demande son admission, mais plusieurs obstacles, surtout familiaux, l’empêchent d’entrer immédiatement au noviciat. Il attendra vingt-quatre ans. Une fois l’avenir de sa sœur assuré, il demande de nouveau son admission (1817). Cette fois Pie VII, qui le tient en haute estime, s’y oppose car il est nommé à la Sainte Rote. Il exerce d’autres fonctions de plus en plus importantes au sein de la Curie romaine. Cependant son insistance est telle qu’il obtient de Luigi Fortis une lettre (7 juin 1818) l’assurant qu’il peut se considérer comme admis dans la Compagnie et y commencer son noviciat quand et où il veut « lorsque, les temps étant meilleurs, certaines difficultés auront été résolues ».
Sa carrière se poursuit avec tout le succès qu’il peut espérer. En 1819, Carlo Odescalchi est légat pontifical à Vienne. À son retour à Rome, il est fait chanoine de la basilique Saint-Pierre, canoniste du pape (Pie VII) et conseiller pour les nominations épiscopales.

### Cardinal et archevêque de Ferrare
En mars 1823, quelques mois avant sa mort, Pie VII le crée cardinal (consistoire du 10 mars 1823). Il est en même temps nommé archevêque de Ferrare : il est consacré évêque le 25 mars. Il n’a pas encore quitté Rome lorsque Pie VII meurt. Ainsi Odescalchi participe au conclave qui, le  28 septembre 1823, porte le cardinal Annibale della Genga sur le trône pontifical (Léon XII).

### À Rome et à la Curie romaine
Il renonce au gouvernement de son archidiocèse en 1826 pour devenir préfet de la Congrégation des évêques et des religieux. Il est actif dans la réforme de certains ordres anciens et surtout dans l’approbation de nouveaux dont il accepte d’être le protecteur, entre autres: les Sœurs du Bon Pasteur de la Mère Pelletier, les Dames du Sacré-Cœur de Sophie Barat, les Filles de la Charité de Vérone (de la marquise de Canossa) et d’autres.
En 1829 il assiste spirituellement Léon XII durant sa dernière maladie, et participe aux deux conclaves qui élisent à quelques mois d'intervalle Pie VIII en 1829 et Grégoire XVI en 1830. Au consistoire de 1833, Odescalchi est promu au rang de cardinal-évêque, du siège suburbicaire de Sabine. Ne se contentant pas du titre, il s’y engage dans l’activité pastorale dont le succès fait qu’il est nommé cardinal-vicaire de Rome le 22 novembre 1834. À chaque nouveau pape, il exprime son souhait d’entrer dans la Compagnie de Jésus, dont il a déjà la lettre d’admission.

### Cardinal-vicaire de Rome
Durant ses quatre années comme vicaire de Rome, il met en chantier diverses œuvres apostoliques et caritatives. Il soutient la Société de l’apostolat catholique de Vincent Pallotti, et introduit l’œuvre pour la propagation de la foi fondée en 1832 à Lyon par Pauline Jaricot. Grâce à lui également Frédéric Ozanam a ses entrées à Rome : les conférences de Saint-Vincent de Paul y ont leur début.
En 1837 lorsque le choléra fait irruption à Rome, Odescalchi est au front. Non seulement il arrange rogations et pèlerinage, mais surtout il organise l’aide médicale et ouvre des orphelinats pour les enfants ayant perdu leurs parents durant l’épidémie. Attention est également donnée aux funérailles et messes pour les nombreux morts.
Le 31 décembre 1837, il confère l'ordination comme prêtre à Vincenzo-Joachim Pecci, qui deviendra le pape Léon XIII.
Dans une cérémonie religieuse d’action de grâce (en janvier 1838), lorsque l’épidémie est conjurée, il rend un hommage appuyé aux jésuites du Gesù qui furent à ses côtés tout au long de l’année tragique. En 1838, il est fait grand prieur de l'Ordre de Malte à Rome.
Sa demande d’entrer chez les jésuites étant persistante, Grégoire XVI demande l’opinion d’une commission de quatre cardinaux. Ceux-ci émettent un avis négatif car les services du cardinal-vicaire sont trop précieux à l’Église de Rome. Odescalchi accepte ce refus comme étant la volonté de Dieu dans sa vie.

### Entrée chez les jésuites
Durant l’été de 1838 sa santé commence à lui donner des soucis. Avant de quitter Rome pour une période de repos à Pérouse, il écrit une nouvelle fois une longue lettre au pape lui faisant part de son désir religieux (23 octobre 1838). Quelques jours plus tard à sa grande surprise, il reçoit à Pérouse une lettre manuscrite de Grégoire XVI acceptant explicitement sa requête, même si « à regret », .
L’annonce en est faite au consistoire du 30 novembre 1838. Grégoire XVI explique que son cardinal-vicaire souhaite vivre en « simple religieux jésuite » et renoncer dès lors à tous ses titres et honneurs. Les cardinaux, donnent leur accord un à un.
Le 6 décembre 1838, Carlo Odescalchi commence son noviciat à Vérone. Dans une lettre à sa sœur (signée: Carlo Odescalchi, novice de la Compagnie de Jésus) il exprime sa joie de vivre comme simple religieux. Il fait les exercices spirituels de trente jours et décide de ne plus exercer aucune fonction épiscopale. Si sa solitude est protégée durant ces mois de noviciat il n’en est plus de même une fois qu’il a fait sa profession religieuse (2 février 1840) et entre dans la vie apostolique.
Odescalchi est excellent prédicateur et il est abondamment sollicité pour donner des retraites spirituelles au clergé des diocèses du nord de l’Italie. Il accepte également des missions dans les paroisses des alentours. Durant trois ans il est directeur spirituel des jeunes jésuites.
Sa santé décline cependant. Carlo Odescalchi n’a que 56 ans lorsqu’il meurt à Modène, le 17 août 1841. La correspondance qui suit son décès montre qu’il était de son vivant considéré comme un saint. Un procès en vue de sa béatification est ouvert en 1933, qui se conclut, au niveau diocésain en 1941. La cause de ce serviteur de Dieu semble être aujourd’hui abandonnée.

## Succession apostolique
Carlo Odescalchi a ordonné les évêques suivants :
- Évêque Pietro Lepore (1827)
- Évêque Sebastiano Maggi (1827)
- Évêque Filippo Martuscelli (1827)
- Cardinal Gabriele Ferretti (1827)
- Évêque Angelico Lorenzo Nicolas Méstria, O.F.M.Cap. (1828)
- Cardinal Costantino Patrizi Naro (1828)
- Évêque Matteo Franco, C.P.O. (1829)
- Évêque Michele Lanzetta (1829)
- Évêque Michele Bombini (1829)
- Évêque Donat Nicholas Vincenzo Zaccaria Boccardo, O.F.M.Cap. (1829)
- Évêque Giuseppe-Maria de Letto (1829)
- Évêque Carlo Gritti Morlacchi (it) (1831)
- Évêque Francisco Pablo Vásquez Bizcaíno y Sánchez (1831)
- Évêque Giovanni Benedetto Folicaldi (de) (1832)
- Évêque Luigi Carsidoni (1832)
- Évêque Francesco Maria Barzellotti (it) (1832)
- Évêque Tommaso Antonio Gigli (it), O.F.M.Conv. (1832)
- Archevêque Francesco Gentilini (de) (1832)
- Évêque Charles-Joseph-Eugène de Mazenod, O.M.I. (1832)
- Archevêque Domenico Genovesi (it) (1832)
- Cardinal Gaetano Baluffi (1833)
- Archevêque Vincenzo Andrea Grande (1834)
- Archevêque Lorenzo Pontillo (1834)
- Évêque Carlo Romanò (it) (1834)
- Évêque Francesco Strani (it) (1834)
- Évêque Filippo de' Conti Curoli (1834)
- Évêque Gioacchino Tamburini (1834)
- Évêque Francesco de' Marchesi Canali (1834)
- Évêque Giovanni Battista Rossi (it) (1834)
- Évêque Joaquín Fernández de Madrid y Canal (es) (1834)
- Évêque Luigi Maria Perrone, C.O. (1834)
- Évêque Attilio Fiascaini (it) (1834)
- Archevêque Antonio Di Macco (it) (1835)
- Évêque Giovanni Battista Bellé (it) (1835)
- Évêque Vincenzo Rozzolino (it) (1835)
- Évêque Mariano Brasca Bartocci (1836)
- Archevêque Pietro di Benedetto (1836)
- Archevêque Giuseppe Maria Mazzetti (it), O.Carm. (1836)
- Évêque Giuseppe Riccardi (1836)
- Cardinal Fabio Maria Asquini (1837)
- Évêque Gaetano Balletti (1838)
- Évêque Michelangelo Pieramico (it) (1838)
- Archevêque Giovanni de' Conti Sabbioni (1838)
- Évêque Luigi Reggianini (it) (1838)
- Archevêque Giosuè Maria Saggese (it), C.SS.R. (1838)